# Maestro delle Palazze
Maestro delle Palazze est le nom de convention d'un maître anonyme italien de la peinture byzantine de l'école ombrienne actif à Spolète dans la seconde moitié du XIIIe siècle. Son nom est issu d'une série de fresques qui lui sont attribuées réalisées à l'ancien monastère Santa Maria inter Angelos devenu monastère delle Palazze, aux portes de Spolète.

## Histoire
Le monastère Santa Maria inter Angelos, construit en 1229 était situé aux portes de Spolète et habité pendant deux siècles par des nonnes clarisses.
La structure a été décorée à fresque par un artiste anonyme, dénommé par convention «  Maestro delle Palazze  » d'après le monastère surnommé «  Le Palazze ». Afin de mettre les nonnes en sécurité, il fut proposé à celles-ci un transfert du monastère dans un palais de la ville. Certaines acceptèrent et d'autres choisirent de rester au monastère, mais le groupe à partir de ce moment la fut surnommé Palazze (résidentes du palais), l'appellatif se répandant jusqu'au monastère et la zone limitrophe. Après la suppression des corporations religieuses en Ombrie (1860-1861) le monastère est transformé en résidence vendue en 1871 à un privé qui fit détacher dans la première moitié du XIXe siècle, vers 1920 une partie des fresques afin de les vendre à des antiquaires
« La splendida serie dugentesca delle Palazze a Spoleto venne staccata verso il 1920 per ritrovarsi poco dopo variamente distribuita fra parecchi musei di America. »

« La splendide série des années 1200 delle Palazze a été détachée vers 1920 pour se retrouver dispersée dans de nombreux musées américains. »
— Roberto Longhi
Des traces des fresques représentant des Scènes de vie du Christ restent visibles dans la structure, devenue gîte touristique.

## Œuvres
Les morceaux de fresques « détachées » au cours de la première moitié du XIXe siècle sont conservés dans les musées suivants :
- Annonciation, Nativité, Cène, Crucifixion, Jugement dernier, Vierge à l'Enfant avec les saints François et Claire Museo Nazionale del Ducato di Spoleto, Spolète .
- Cène, Crucifixion, fragment de la Vierge douloureuse et Saint Longin, Saint Joseph, Worcester Art Museum, Worcester,
- Jésus enfant, fragment de Nativité, Musée des beaux-arts, Boston,
- Pasteur fragment de Nativité, Fogg Art Museum, Cambridge,
- Roi mage, fragment de Nativité, Wadsworth Atheneum, Hartford,
- Annonciation, Jugement dernier Glencairn Museum (en), Bryn Athyn, Pennsylvanie.